# Son-Sonnette
Le Son-Sonnette (ou Sonsonnette) est une rivière du sud-ouest de la France et un affluent de la rive gauche de la Charente. Il arrose le département de la Charente, dans la région Nouvelle-Aquitaine.

## Géographie
Le Son-Sonnette est en fait formé de deux rivières : le Son qui prend sa source près de Roumazières-Loubert, et la Sonnette qui prend sa source près de Saint-Laurent-de-Céris à côté du château des Frégnaudies à quelques centaines de mètres au nord-ouest de la route Centre-Europe Atlantique. Il coule vers l'ouest, comme ses deux affluents. Le confluent du Son et de la Sonnette donnant naissance au Son-Sonnette est situé dans la commune de Ventouse.
Le Son-Sonnette rejoint la Charente sur sa rive gauche, à Mouton.
La longueur totale du Son et du Son-Sonnette est de 35,1 km mais la longueur seule du Son-Sonnette est de 9,8 km.

## Communes et cantons traversés

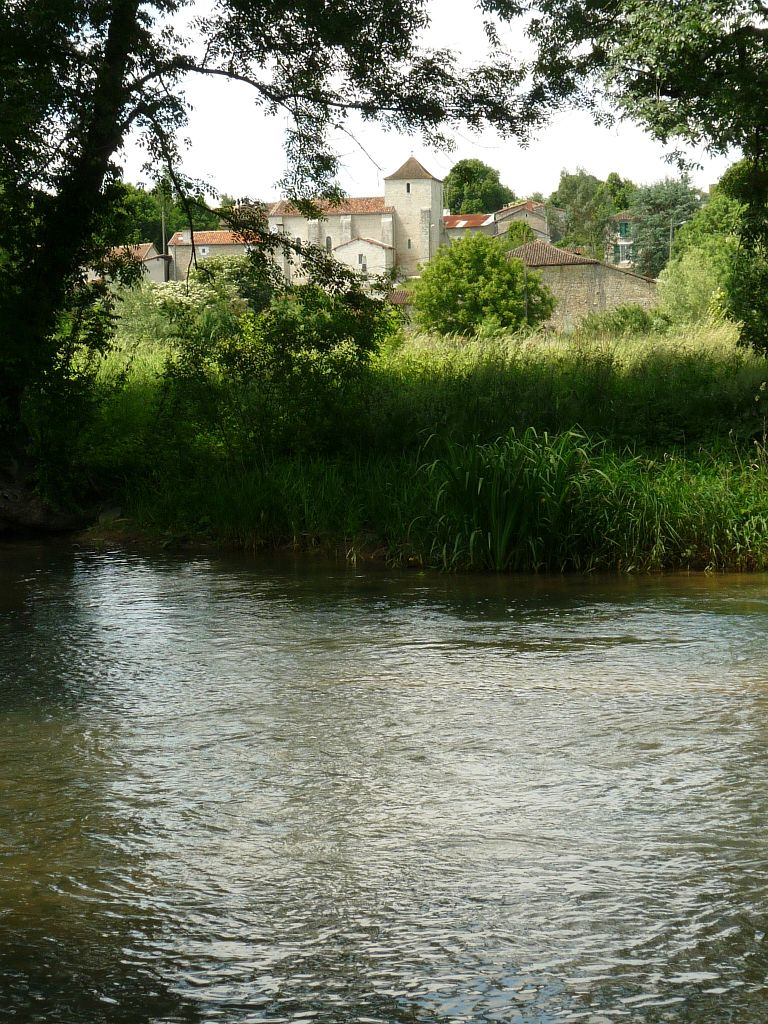
Le Sonsonnette à Valence

Le Son-Sonnette traverse - dans l'ordre alphabétique - les communes de Lichères, Mouton, Saint-Front, Valence, Ventouse.
Soit en termes de cantons, le Son-Sonnette traverse le Canton de Mansle.

## Hydrographie
Le bassin versant du Son-Sonnette est de 74 km2.
C'est un cours d'eau de première catégorie.

## Affluents
Ses affluents sont:
- le Son avec une longueur de 24,3 km, sur sa rive gauche,
- la Sonnette (qui a une longueur de 22,3 km[5]) sur sa rive droite,
- le ruisseau des Bourgons sur sa rive gauche de 10,2 km de long[6],
- le ruisseau de la Tiarde sur sa rive droite, de 9,7 km de long.

## Aménagements
Le Son, le Son-Sonnette et la Sonnette comme d'autres affluents de la Charente, ont subi d'importants assecs et sont soumis à un plan de gestion de l'eau et suivis en tant que « bassin du Son-Sonnette ».